# Lafayette S. Foster

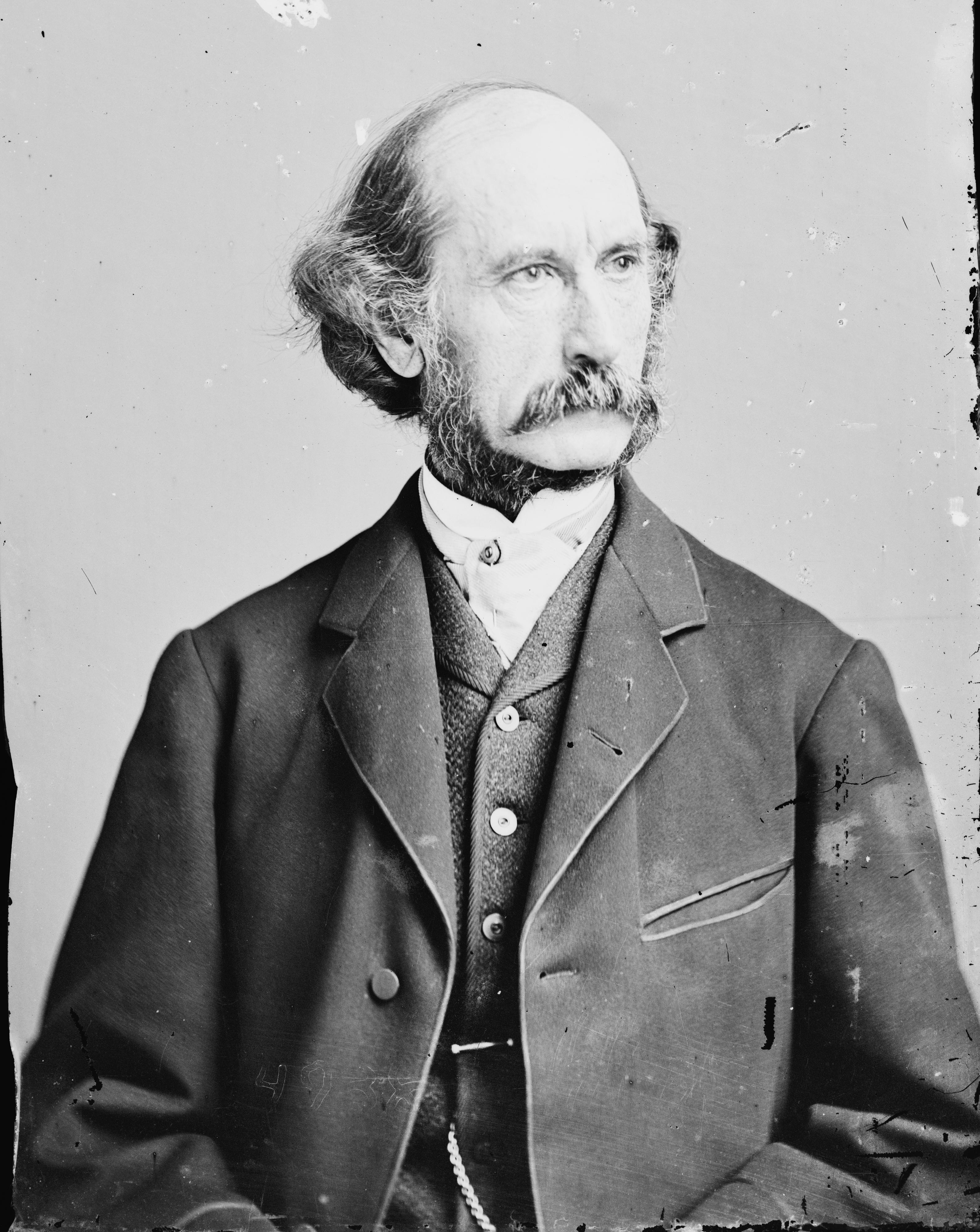
Lafayette S. Foster

Lafayette Sabine Foster (* 22. November 1806 in Franklin, Connecticut; † 19. September 1880 in Norwich, Connecticut) war ein US-amerikanischer Politiker, der während seiner Laufbahn drei verschiedenen Parteien angehörte.

## Leben
Nach dem Schulbesuch graduierte Foster 1828 an der Brown University in Providence (Rhode Island). Dort war er in der Folge zunächst als Lehrer tätig, ehe er nach Connecticut zurückkehrte und in Norwich Jura studierte. Danach übernahm er die Leitung einer Privatschule in Centreville (Maryland); in diesem Staat wurde er 1830 zunächst auch in die Anwaltskammer aufgenommen. Im Jahr darauf zog er wieder nach Norwich und wurde dort Mitglied der Bundesanwaltskammer.
Seine politische Laufbahn begann Foster als Mitglied der Whigs, für deren in Connecticut erscheinende Parteizeitung The Republican er auch als Chefredakteur verantwortlich war. Von 1839 bis 1840 gehörte er erstmals dem Repräsentantenhaus von Connecticut an; weitere Amtszeiten folgten dort von 1846 bis 1848 sowie im Jahr 1850. Dabei war er insgesamt drei Jahre lang der Speaker der Kammer.
1850 und 1851 stellten ihn die Whigs jeweils als ihren Kandidaten für das Amt des Gouverneurs auf, doch Foster verlor beide Male gegen Thomas H. Seymour. Von 1851 bis 1852 amtierte er dafür als Bürgermeister von Norwich. 1854 wurde Foster dann in den US-Senat gewählt, wobei er zu diesem Zeitpunkt schon nicht mehr den Whigs angehörte; er hatte sich der neu gegründeten Republikanischen Partei angeschlossen. 1860 wurde er für sechs weitere Jahre im Amt bestätigt. In dieser Zeit stand er dem Pensionsausschuss des Senats vor.
Als 1865 die 39. Sitzungsperiode des Kongresses begann, wählten die Mitglieder des Senats Foster zum Präsidenten pro tempore. Sechs Wochen später, am 14. April 1865, wurde US-Präsident Abraham Lincoln von John Wilkes Booth erschossen. Zwei von Booths Komplizen hatten geplant, auch Vizepräsident Andrew Johnson bei diesem Attentat zu töten. In diesem Fall wäre Lafayette Foster als Präsident pro tempore des Senats in das Präsidentenamt nachgerückt; so galt er nun als amtierender Vizepräsident (Acting Vice President).
1867 musste Foster nach verpasster Wiederwahl den Senat verlassen. Er übernahm 1869 einen Lehrstuhl für Jura an der Yale University, setzte aber auch seine politische Tätigkeit fort. So wurde er 1870 wieder in das Repräsentantenhaus von Connecticut gewählt und übernahm in diesem erneut das Amt des Speakers, legte aber noch im selben Jahr sein Mandat nieder, um Richter am Connecticut Supreme Court zu werden.
Zwischenzeitlich vollzog Lafayette Foster den letzten Wechsel seiner Parteizugehörigkeit und wurde ein Demokrat. Er wurde auch noch einmal als Kandidat für die Wahl zum US-Repräsentantenhaus aufgestellt, scheiterte aber. 1876 schließlich gab er das Richteramt auf und zog sich ins Privatleben zurück.